# Фрич, Эдуар
Эдуар Фрич (фр. Édouard Fritch; род. 4 января 1952, Папеэте, Заморские владения Франции) — французский полинезийский политик. Президент Французской Полинезии (2014—2023).

## Биография
Родился 1 апреля 1952 года в Папеэте.
Трижды являлся спикером Ассамблеи Французской Полинезии: с апреля 2007 по февраль 2008 года, с февраля 2009 по апрель 2009 года и с мая 2013 по сентябрь 2014 года.
До 2015 года Фрич был сопредседателем «Тахора’а Уираатиры», профранцузской политической партии, прежде чем стал президентом недавно созданной «Тапура Уираатира».
Также состоит в партии «Уира’атира».
Несколько раз занимал должность министра.
В сентябре 2014 года стал президентом Французской Полинезии после отставки Гастона Флосса.
19 мая 2018 года переизбрался на должность президента на очередной 5-летний срок.
Является вторым лицом в правящей партии «Тахора’а Уираатира», в которой Гастон Флосс является председателем.